# Mandschurischer Ahorn
Der Mandschurische Ahorn (Acer mandshuricum) ist eine Pflanzenart aus der Gattung der Ahorne (Acer) innerhalb der Familie der Seifenbaumgewächse (Sapindaceae). Das natürliche Verbreitungsgebiet liegt in China, Korea und dem östlichen Russland.

## Beschreibung

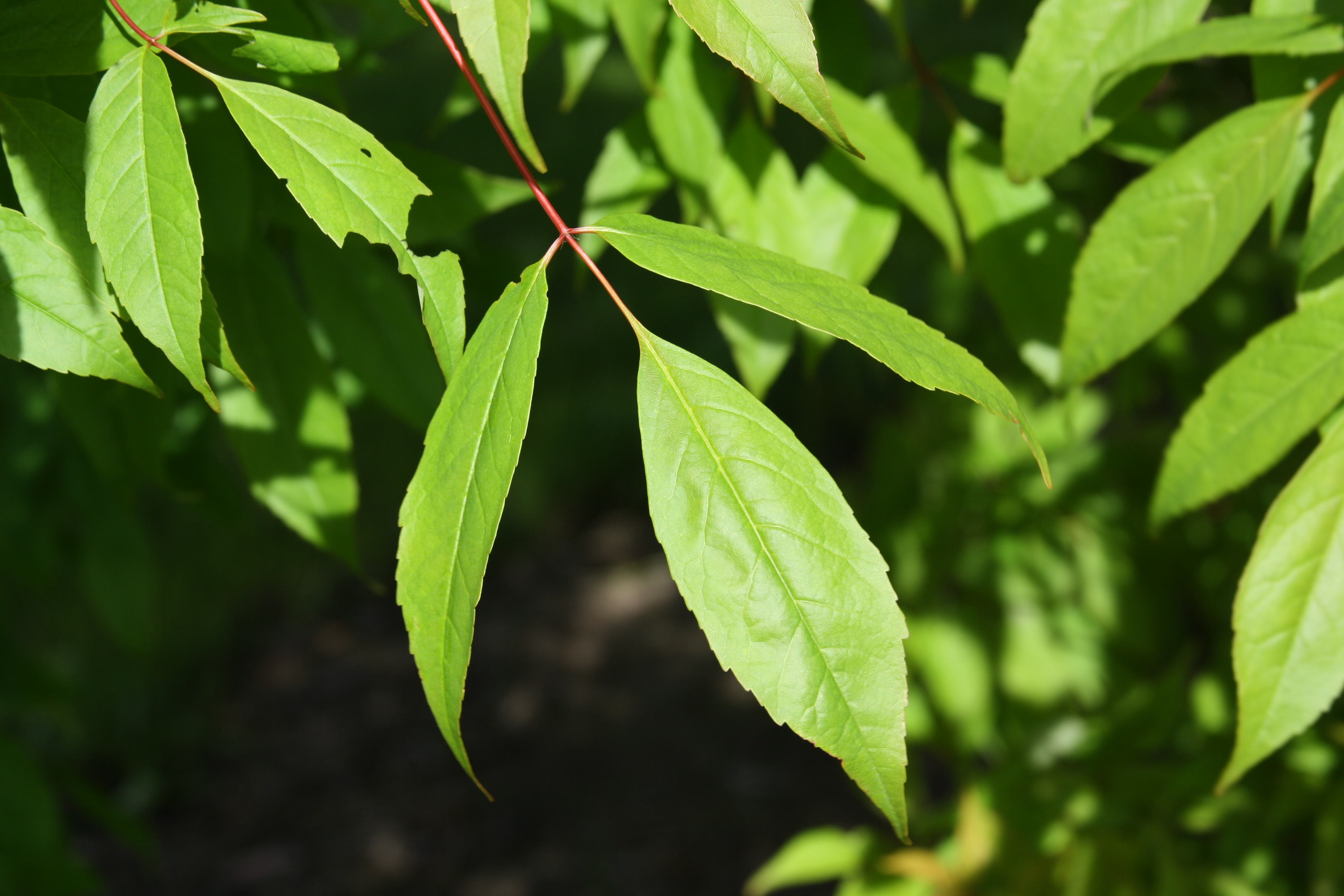
Blätter

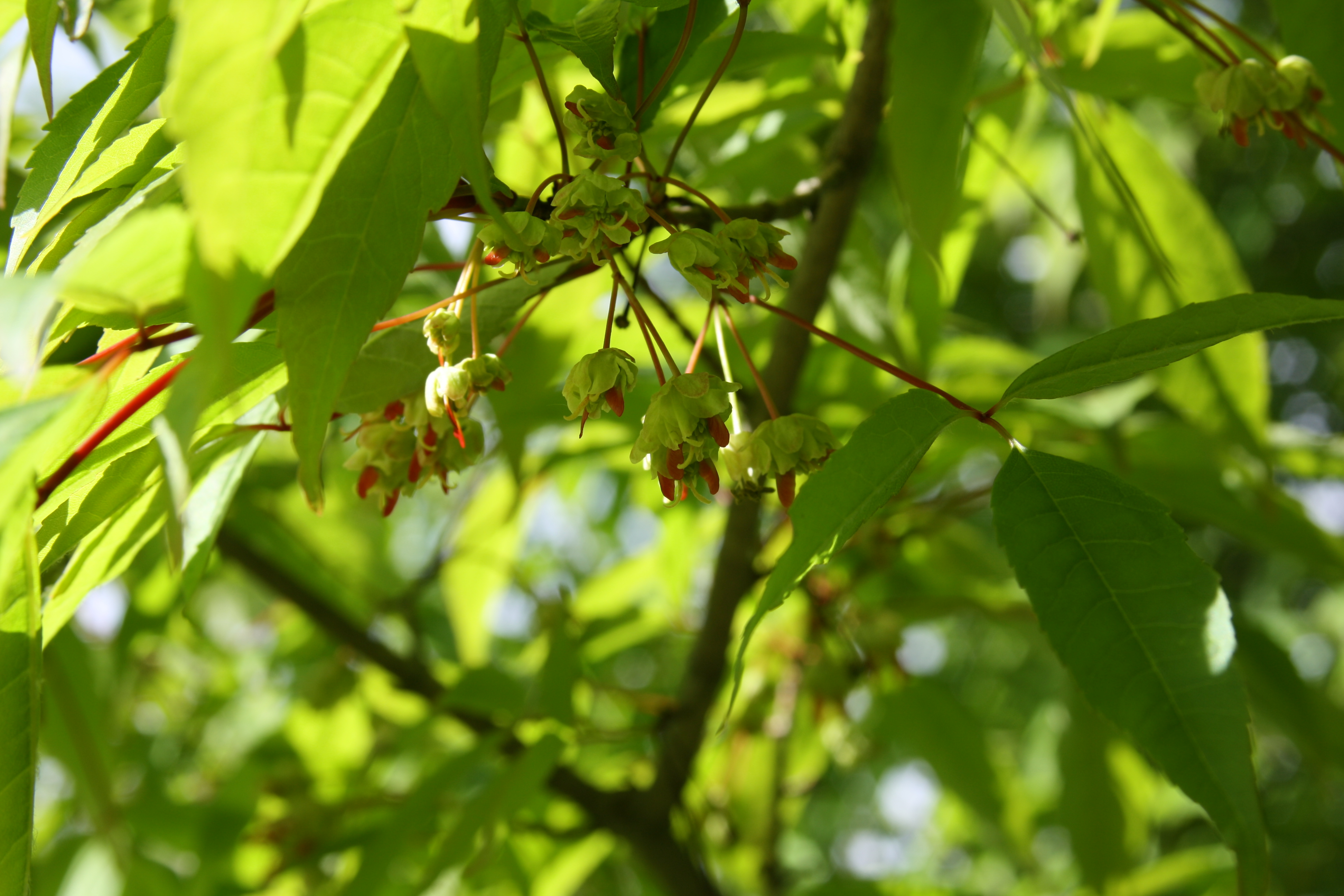
Weibliche Blüten

Der Mandschurische Ahorn ist ein großer, laubabwerfender Strauch oder bis über 15 Meter hoher, kleiner Baum mit relativ glatter bis feinrissiger, braun-grauer Rinde und unbehaarten Trieben. Der Stammdurchmesser erreicht über 40 Zentimeter.
Die gegenständigen und gestielten Laubblätter sind dreizählig. Der grün-gelbe bis oft rötliche Blattstiel ist bis 10 Zentimeter lang. Die papierartigen und kurz gestielten Blättchen sind 5 bis 10 Zentimeter lang, eiförmig bis verkehrt-eiförmig oder elliptisch, lanzettlich sowie zugespitzt bis geschwänzt mit gesägtem Rand. Die Oberseite ist dunkelgrün und kahl, die Unterseite ist heller und bis auf die langhaarige Mittelrippe unbehaart. Die Blätter treiben sehr früh aus und färben sich im Herbst rot. 
Acer mandshuricum ist zweihäusig diözisch. Die kleinen, grünlich-gelben, funktionell eingeschlechtigen, fünfzähligen und gestielten Blüten mit doppelter Blütenhülle stehen in Gruppen bis zu fünft in schirmrispigen bis -traubigen Blütenständen. Sie blühen im Mai, Juni. Es ist jeweils ein Diskus vorhanden. Es sind acht Staubblätter vorhanden.
Es werden geflügelte und zweiteilige Spaltfrüchte gebildet. Die einsamigen Teilfrüchte sind 3 bis über 3,5 Zentimeter lang und unbehaart. Die Flügel sind spitz- bis stumpfwinklig gespreizt bis fast aufrecht. Die gelblich-braunen Früchte reifen im September. 
Die Chromosomenzahl beträgt 2n = 26.

## Verbreitung und Ökologie
Das Verbreitungsgebiet liegt in den chinesischen Provinzen Gansu, Heilongjiang, Jilin, Liaoning und Shaanxi, in Korea und im Amurgebiet im östlichen Russland. Der Mandschurische Ahorn wächst in 500 bis 2300 Metern Höhe in artenreichen Wäldern, auf frischen bis feuchten, sauren bis neutralen, sandig-humosen bis lehmig-humosen Böden an licht- bis halbschattigen Standorten. Er ist nur mäßig frosthart.

## Systematik und Forschungsgeschichte
Der Mandschurische Ahorn (Acer mandshuricum) ist eine Art aus der Gattung der Ahorne (Acer) in der Familie der Seifenbaumgewächse (Sapindaceae). Dort wird er der Sektion  Trifoliata Serie Mandshurica zugeordnet. Die Erstbeschreibung erfolgte 1867 durch Karl Johann Maximowicz im Bulletin de l'Académie Impériale des Sciences de Saint-Pétersbourg.

## Verwendung
Die Art wird selten aufgrund ihrer beeindruckenden Herbstfärbung als Ziergehölz verwendet.